# Puntigrus pulcher
Puntigrus pulcher (лат.) — вид небольших пресноводных лучепёрых рыб семейства карповых. 
Вид является эндемиком острова Калимантан, встречается только в его индонезийской части в реке Махакам, .

## Описание
Длина тела достигает 2,7 см. Имеет внешнее сходство с суматранским барбусом, но отличается от него меньшим размером и тем что имеет полностью чёрные спинной и брюшные плавники.